# Paxillus ammoniavirescens

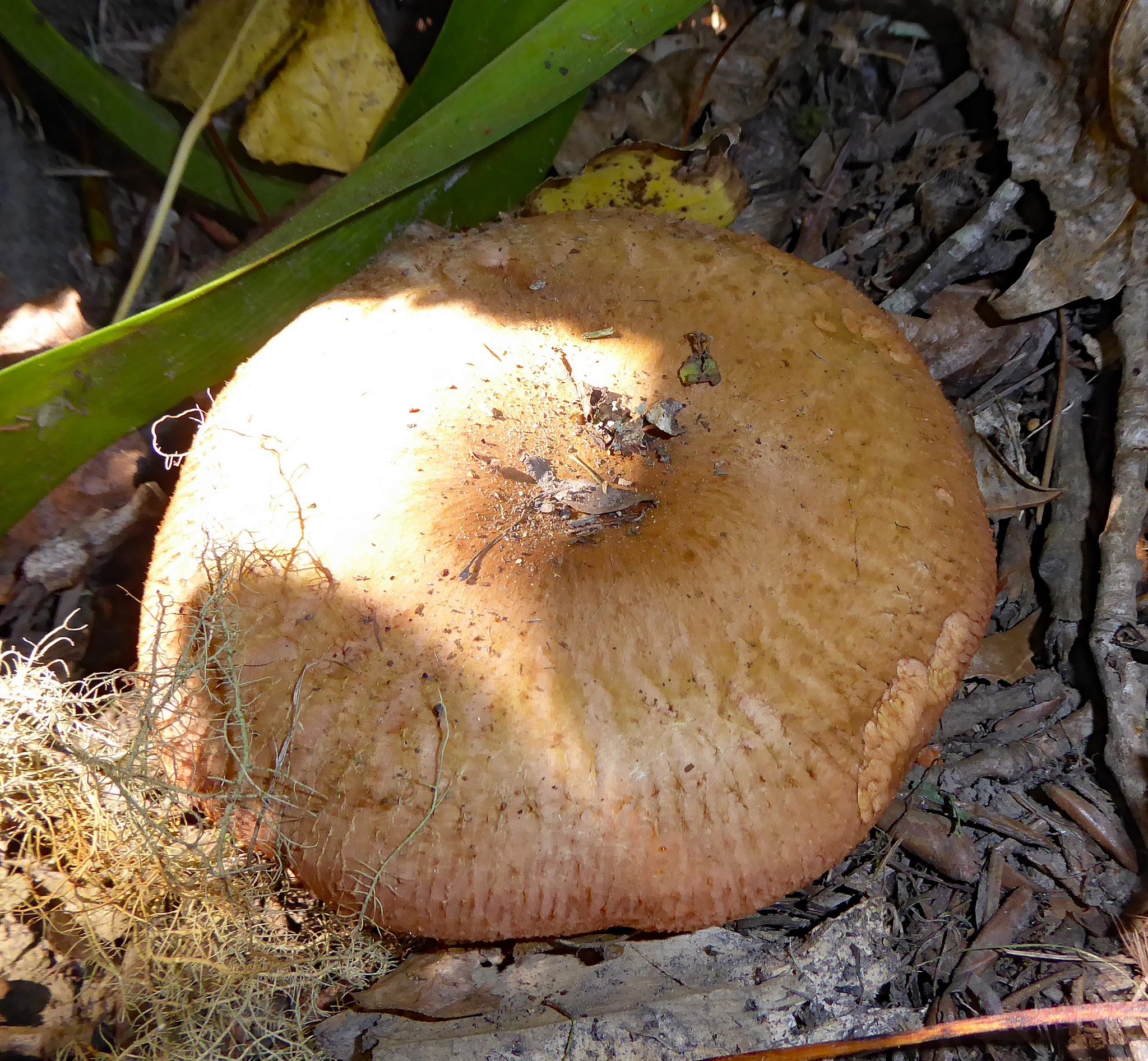

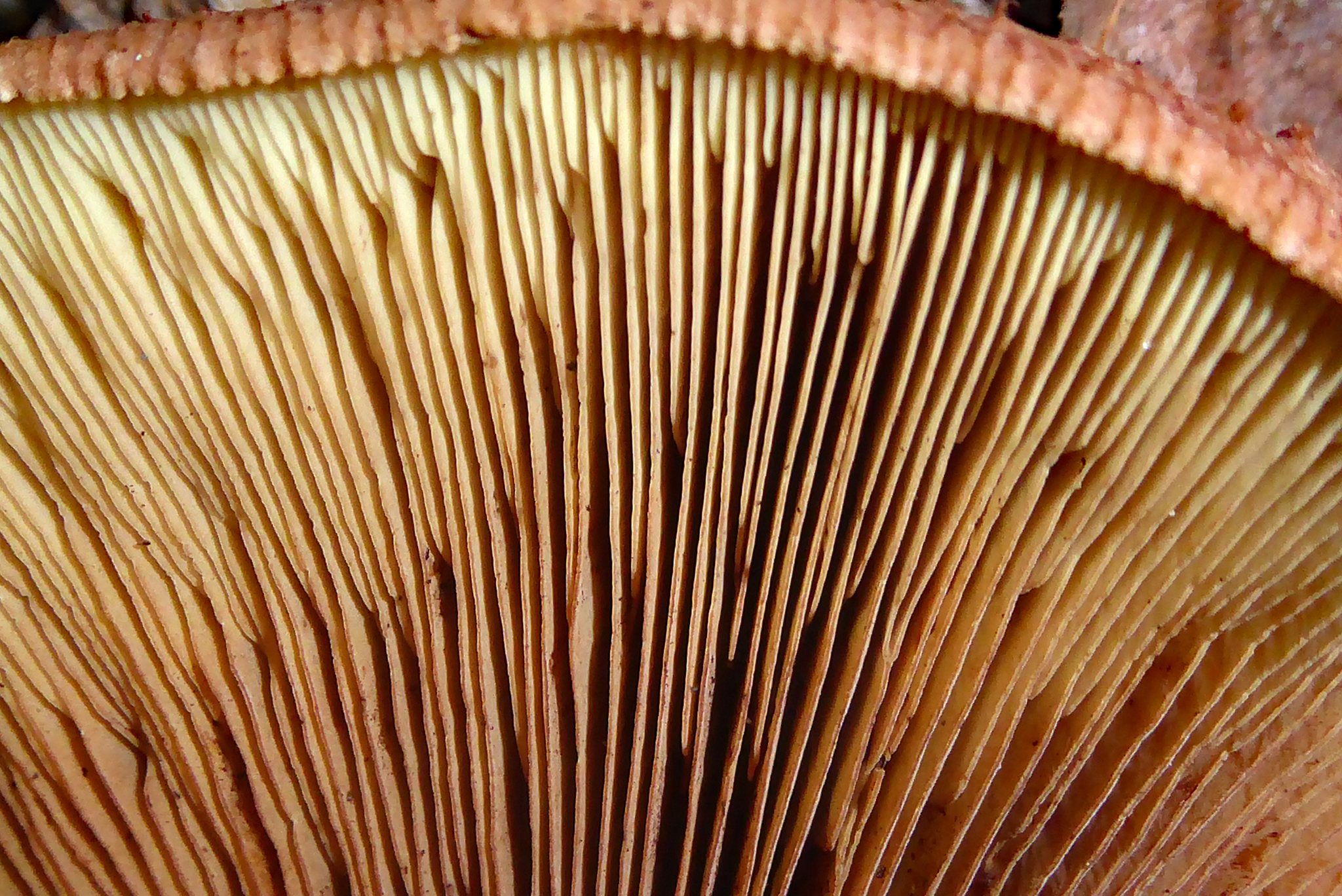

Paxillus ammoniavirescens Contu & Dessì – gatunek grzybów z rodziny krowiakowatych.

## Systematyka i nazewnictwo
Pozycja w klasyfikacji według Index Fungorum: Paxillus, Paxillaceae, Boletales, Agaricomycetidae, Agaricomycetes, Agaricomycotina, Basidiomycota, Fungi.
Po raz pierwszy opisali go Marco E. Contu i Paolo Dessi w 1999 r. na Sardynii w lasach liściastych z eukaliptusami, topolami i dębami, oraz w lasach iglastych z jodłą lub sosną, związanych z czystkiem.

## Morfologia
Kapelusz
Średnica 3–13 cm, u młodych okazów wypukły z silnie podwiniętym brzegiem, potem płasko rozpostarty, nawet lejkowaty z prostym brzegiem, podczas wilgotnej pogody nieco prążkowanym. Powierzchnia początkowo owłosiona i cecha ta utrzymuje się do osiągnięcia dojrzałości, o barwie od bladożółtej przez złotożółtą do płowobrązowej, w stanie wilgotnym śluzowata i gładka.
Blaszki
Gęste z międzyblaszkami, nieco zbiegające na trzon, cienkie, dające się oddzielić od miąższu, złotożółte do brunatnobrązowych.
Trzon
Wysokość 2–6,5 cm, grubość 0,5–2 cm, dołem cylindryczny lub z nieco rozszerzoną podstawą. Powierzchnia gładka lub delikatnie żeberkowana, tej samej barwy co kapelusz.
Miąższ
Gruby,bladożółtawy, przy trzonie czerwonawoochrowy. Po uszkodzeniu zmienia barwę na czerwoną. Smak łagodny, zapach grzybowy.
Wysyp zarodników
Ochrowobrązowy z zielonkawym odcieniem.
Cechy mikroskopowe
Podstawki maczugowate, 4-zarodnikowe, rzadko 2-zarodnikowe, 22–40 × 6–9 µm ze sterygmami o długości do 10 µm, z bladożółtą zawartością. Bazydiospory elipsoidalne lub jajowate, z niepozornym wierzchołkiem, dużą środkową gutulą i mniejszymi na biegunach w kolorze żółtozielonym i wymiarach (6,49) 6,80–8,07 (9,56) × (4,35) 4,59–5,31 (5,60) µm; Q = 1,26–1,61. Cystydy krótkie i brzuchate, wrzecionowate, butelkowate lub z wąskim wyrostkiem, czasami długie i faliste, cienkościenne, z rozproszonym wewnątrzkomórkowym pigmentem o bladożółtej barwie lub refrakcyjną brązową zawartością, 28–51 × 6–13 µm.

## Występowanie i siedlisko
Podano występowanie w Ameryce Północnej i Południowej, Europie, Azji i na Nowej Zelandii. W Polsce po raz pierwszy podano jego stanowiska w 2010 r.
Naziemny grzyb mykoryzowy występujący w różnego typu lasach. Notowano go pod takimi drzewami jak topola, brzoza, wierzba, dąb, cedr, sosna, jodła, eukaliptus, a także w towarzystwie czystka, najczęściej jednak występuje pod topolami w lasach łęgowych.